# 2023 en sport automobile
| Années du sport automobile : 2020 - 2021 - 2022 - 2023 - 2024 - 2025 - 2026    |
| Décennies du sport automobile : 1990 - 2000 - 2010 - 2020 - 2030 - 2040 - 2050 |

## Événements par mois

### Juin 2023
- 10 et 11 juin : 24 Heures du Mans 2023, La 91e édition de la course d'endurance sarthoise marquera le centenaire de l'épreuve, dont la première édition, avec trente-trois équipages, s'est déroulée les 26 et 27 mai 1923, et fut remportée par André Lagache et René Léonard sur une Chenard & Walcker.

## Décès
- 2 février : Jean-Pierre Jabouille (° 1er octobre 1942)
- 13 avril : Craig Breen (° 2 février 1990)
- 26 juillet :
  - Roger Dorchy (° 15 septembre 1944)
  - François Castaing (° 18 mars 1945)